# Биллоне, Пьерлуиджи
Пьерлуи́джи Билло́не (род. 14 февраля 1960) — итальянский композитор.

## Биография
Родился в 1960 году и Италии. Занимался у Сальваторе Шаррино и у Хельмута Лахенмана. Преподавал в Университете музыки и театра в городе Грац, в Венской консерватории. В настоящее время живёт в Вене.
Пьерлуиджи исполнялся ведущими ансамблями, среди которых Klangforum Wien, Wien Modern, Ensemble Intercontemporain, Ensemble Modern, ensemble recherche, Instant Donné, Ensemble Contrechamps и многими другими. Его музыка исполнялась в таких фестивалях, как «Музыкальные дни в Донауешингене», «Летние музыкальные курсы в городе Дармштадт», «Академия новой музыки в город Грац», а также во многих городах России, включая Москву, Санкт-Петербург, Пермь, Чайковский, Нижний Новгород.
Среди наград, которые он получил за свои работы — «Приз по композиции города Штутгарт» (1993), Приз имени Феруччо Бузони (1996), 1я премия на Международном конкурсе по композиции в Вене (2004), Приз Эрнста Кшенека в городе Вена (2006).
- Официальный сайт композитора